# Faicchio
Faicchio è un comune italiano di 3 171 abitanti della provincia di Benevento in Campania.

## Geografia fisica

### Territorio
Il territorio comunale si estende per 43,88 km².
Numerose sono le contrade sparse nel comune. Il centro storico è situato in una posizione elevata rispetto al corso del torrente Titerno, alle pendici dei monti Monaco di Gioia e Acero e si è sviluppato intorno al castello medievale.
Il territorio presenta un'altimetria molto variabile, passando dai 1332 m s.l.m. del Monte Monaco di Gioia ai circa 60/70 m s.l.m. della pianura di Marafi e Macchia.

#### Idrografia
Il territorio comunale di Faicchio è attraversato da est ad ovest dal corso del Torrente Titerno, torrente che nasce nel comune di Pietraroja e dopo aver attraversato i comuni di Cusano Mutri, Cerreto Sannita e San Lorenzello, sfocia nel fiume Volturno in località Marafi. Il comune è attraversato per poche centinaia di metri dal Fiume Volturno, nelle contrade Marafi e Macchia, che segna anche il confine naturale tra il comune di Faicchio e il comune di Ruviano.

## Origini del nome
Il toponimo Faicchio deriva dal latino fagus ‘faggio’ attraverso una forma *fagētulu, *fagitulu a cui è stato aggiunto un suffisso collettivo -ētum e un diminutivo -ulus.

## Storia
Il territorio comunale di Faicchio è stato abitato sin dalla preistoria come testimoniano alcuni reperti rinvenuti in contrada odi e contrada casali, consistenti in alcune punte di lancia, ed alcune punte di freccia, attualmente conservati nel museo del Sannio a Benevento.
Al VI secolo a.C. risalgono le mura megalitiche osco-sannite che cingono ancora oggi la vetta di monte Acero. Esse proteggevano la cosiddetta "Arce di monte Acero", fortezza sannitica per avvistare i nemici. Molto probabilmente il monte Acero era l'ultimo avamposto a sud dei Pentri e a questi serviva per difendersi da eventuali attacchi da parte di popoli più a sud.
Probabilmente fu sede di un insediamento romano come testimoniano i resti di un acquedotto, di un criptoportico e di un ponte di tale epoca.
I Longobardi vi fondarono una chiesa dedicata a San Michele in una grotta denominata grotta di San Michele a Faicchio e situata in una cavità naturale sul monte Erbano.
La prima notizia scritta riguardo il borgo risale agli inizi del XIV secolo dove, nei catasti angioni, si ritrova il termine Fayula/Faycula.
Parte di Faicchio fu dei Sanframondo fino a tutto il tempo degli Angioini.
Nel 1407 Faicchio come capitania del re Ladislao I di Napoli affidata al ricchissimo Gunello Origlia
Nel 1467, a seguito delle ribellioni contro Ferdinando I, il titolo feudale e i beni rientrarono in potere regio e la Terra di Faicchio venne alienata a Pietro Cola De Alessandro, presidente della Real Camera di S. Chiara, per la somma di 500 ducati, con patto "de retrovendita" in favore di Giovanni de Monsorio, milite, consigliere e maggiordomo del Re. Così, nel 1479 il feudo passò al Maggiordomo del Re Ferrante, Giovanni de Monsorio. Alla sua morte, nel 1507, Faicchio, i suoi casali, le Masse passano a figlio Vincenzo Monsori, poi nel 1520 al figlio Antonio Monsorio, poi al figlio Giovanni Monsorio, alla cui morte passò al figlio primogenito Annibale Monsorio, barone di Faicchio, che, sposatosi a tarda età con Adriana di Sangro, ebbe un'unica figlia, Adriana, a cui passò tutti i suoi beni.
Nel 1583 Faicchio fu venduta a un certo Gunello Origlia (su alcuni libri si parla di scambio con Cusano) ma per intervento Reale la vendita fu annullata.
Gunello Origlia era discendente di un altro Gunello Origlia che ai tempi di Re Carlo III Angiò-Durazzo era già proprietario di alcune frazioni di Faicchio che poi negli anni passarono ai Gaetani.
Nel 1612 Gabriele De Martino comprò per 20100 ducati tutto il territorio di Faicchio (tranne alcune terre) dal Regio Fisco creditore di Ferrante Monsorio per i numerosi debiti contratti. Il De Martino ebbe il titolo di "Barone Duca di Faicchio" e restaurò il castello trasformandolo in una comoda dimora, pur conservando alcune funzioni difensive. Da allora il castello venne chiamato "ducale" in onore del duca De Martino.
Il terremoto del 5 giugno 1688 rase al suolo molte abitazioni anche se il castello non dovette subire molti danni dato che per un certo periodo ospitò il vescovo di Cerreto Sannita mons. Giovanni Battista de Bellis.
Il comune nel XVIII secolo fu al centro di una furiosa lite fra i feudatari e gli "eletti" dell'Universitas (l'amministrazione comunale dell'epoca). Il 18 gennaio 1729 infatti, in pubblico parlamento, i cittadini decisero di presentare ai tribunali superiori di Napoli dodici richieste affinché fosse proibito al duca di interferire nella giurisdizione locale, di arrestare arbitrariamente i cittadini, di portarli nel carcere del castello senza apposita autorizzazione dell'autorità giudiziaria e di requisire con la forza cibo e materiali vari.
Sul finire del 1700, l'ultimo duca di Faicchio fu Salvatore De Martino che non avendo figli maschi, consentì la successione al titolo alla famiglia Zona-Sanniti di Pietramelara, che però, non vennero mai ad abitare nel castello.
Nel 1816 entrò a far parte del distretto di Piedimonte d'Alife.
Il 20 marzo 1829 la contrata Massa allora Massa Inferiore passa dal comune di San Lorenzo Minore ora San Lorenzello al comune di Faicchio.
Dal 1861 fa parte della provincia di Benevento.
Nell'ottobre 1943, durante la seconda guerra mondiale, la zona divenne terra di scontro tra le truppe alleate e i tedeschi. Faicchio venne duramente bombardata dagli americani (il convento delle Suore degli Angeli e altri edifici civili furono colpito dai cannoni americani) mentre le vie di comunicazione vennero minate dai tedeschi per rallentare l'avanzata americana. Oltre agli scontri militari non mancarono episodi di rappresaglia contro la popolazione civile: all'uccisione di Mariano Romano presso la località Cortesano, seguì in contrada Odi l'eccidio di cinque civili all'interno della chiesetta di San Francesco (una lapide posta sulla facciata esterna della chiesa ricorda l'avvenimento). Pochi giorni dopo altri quattro civili furono trucidati in località Macchia. Intanto le truppe alleate riuscirono ad occupare il paese e, il 17 ottobre 1943, Faicchio venne definitivamente liberata dalle forze tedesche.

## Monumenti e luoghi d'interesse

### Architetture religiose
- Collegiata di Santa Maria Assunta. La chiesa, già arcipretale, divenne collegiata nel 1446 quando mons. Marcuzio Brancia unì ad essa le chiese parrocchiali di San Pietro di Massa, Sant'Apollinare, San Giovanni e di Santa Maria di Piazzano assieme ad alcuni benefici semplici. L'interno è a tre navate con due porte di accesso. Nel portale maggiore è un'iscrizione che ricorda la ricostruzione avvenuta nel secondo dopoguerra.
- Convento di San Pasquale. Sito in una posizione elevata che domina il centro storico, vi è annessa la chiesa di San Salvatore che era citata già all'epoca di mons. Savino nel 1589 ed era costituita da cinque altari mentre nel 1685 risultava essere arricchita di alcune cappelle laterali. L'interno è tipicamente barocco, con affreschi settecenteschi incorniciati da stucchi dorati.
- Chiesa di San Giovanni Battista. Antica chiesa parrocchiale, nel 1446 venne unita alla Collegiata di Santa Maria Assunta. Originariamente era lunga 150 palmi per 100 di larghezza. L'edificio subì gravi danni durante gli eventi bellici della seconda guerra mondiale quando vennero persi alcuni dipinti della scuola di Luca Giordano.
- Chiesa di Santa Lucia. Realizzata per volere della veneranda congrega dei Sette Dolori (confraternita fondata nella vicina chiesa di san Giorgio nel giugno del 1727) per potervi svolgere i propri riti religiosi, è una chiesa barocca, completata e benedetta l'8 dicembre 1727. Situata in via Sette Dolori, è la chiesa più ricca di Faicchio. All'interno vi si trovano sei maestosi affreschi raffiguranti i dolori della Vergine Maria, gli stalli del coro in legno intarsiato, una statua della Madonna Addolorata, un Cristo morto della scuola napoletana e la statua di santa Lucia (opera dello scultore napoletano Antonio Tafuri, risalente al 1810) che, come vuole la tradizione popolare, viene portata in processione la prima domenica di agosto.
- Chiesa Santa Maria del Carmelo. La chiesa ubicata in via Regina Elena, è annessa al convento delle Suore degli Angeli. Il complesso risalente al XVIII secolo, fu abbandonato dai Carmelitani nel 1805 e affidato al demanio. Le Suore degli Angeli, ottennero la struttura in fitto nel 1898 e vi trasferirono qui la casa Madre e vi inaugurarono all'interno: il noviziato, l'asilo infantile e la scuola di lavoro per ragazze. Oggi la Chiesa custodisce le spoglie della Madre Suor Maria Serafina fondatrice delle suore degli Angeli, proclamata beata il 28 maggio 2011.[19]
- Chiesa di Santa Maria di Costantinopoli. Sita in località "Fontanavecchia", venne citata per la prima volta da mons. De Gambacorta nel 1631 quando subì un ampliamento. Sovrastante il portale è un'edicola con i resti di un affresco anteriore al terremoto del 5 giugno 1688.

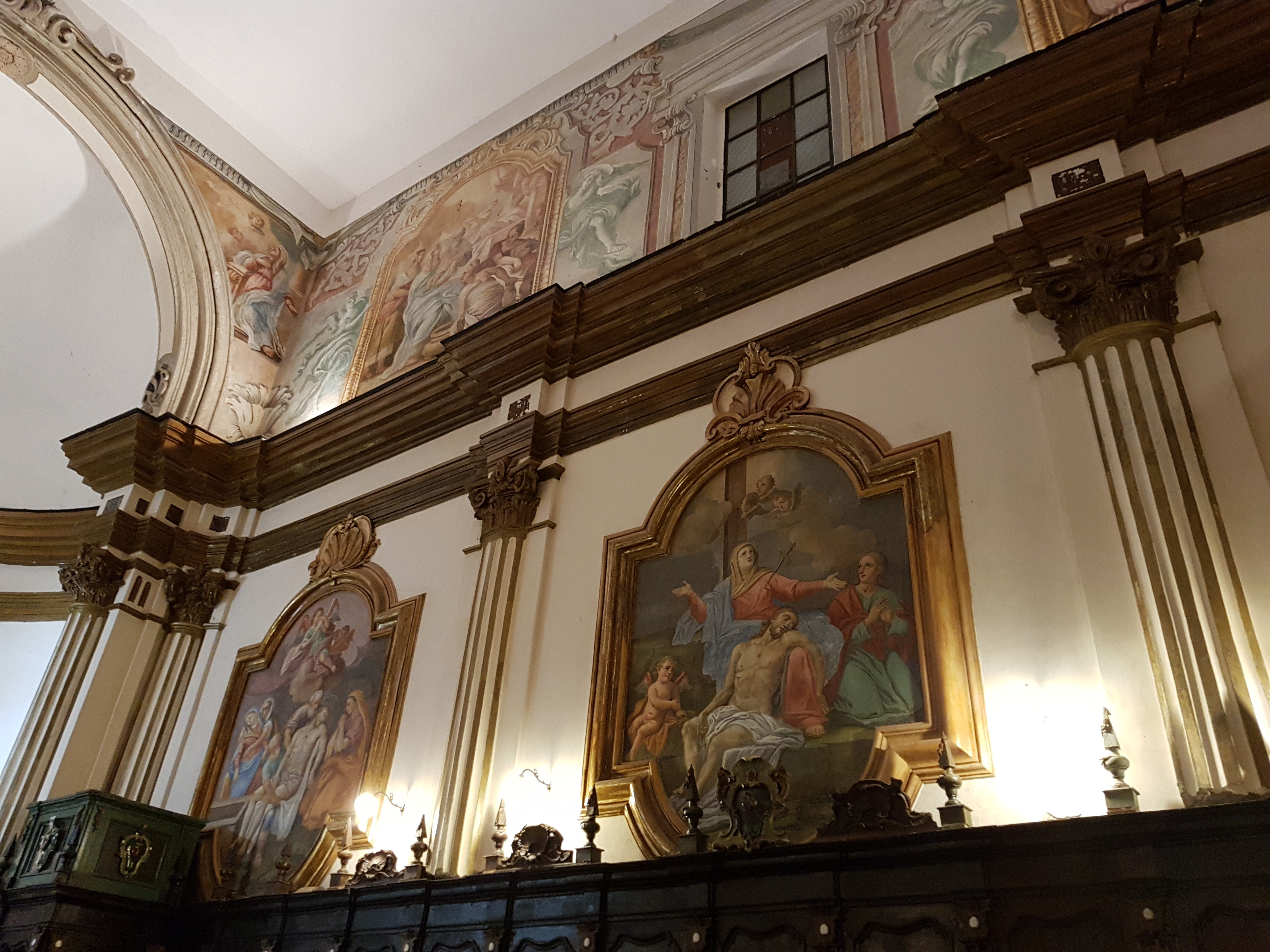
L'interno della Chiesa di Santa Lucia

- L'interno della Chiesa di Santa LuciaGrotta di San Michele. La grotta, situata sul monte Monaco di Gioia, fu aperta al culto dai Longobardi molto devoti all'Arcangelo. Posta a circa 500 metri di altitudine, ha un'apertura semicircolare dell'altezza di sei metri. All'interno, dopo piccoli ambienti, si arriva nel locale adibito a chiesa nel quale è stato ricavato un altare. In un ambiente contiguo sono siti degli affreschi con bellissime scene sacre risalenti al XII secolo e di chiaro influsso bizantino.[20]

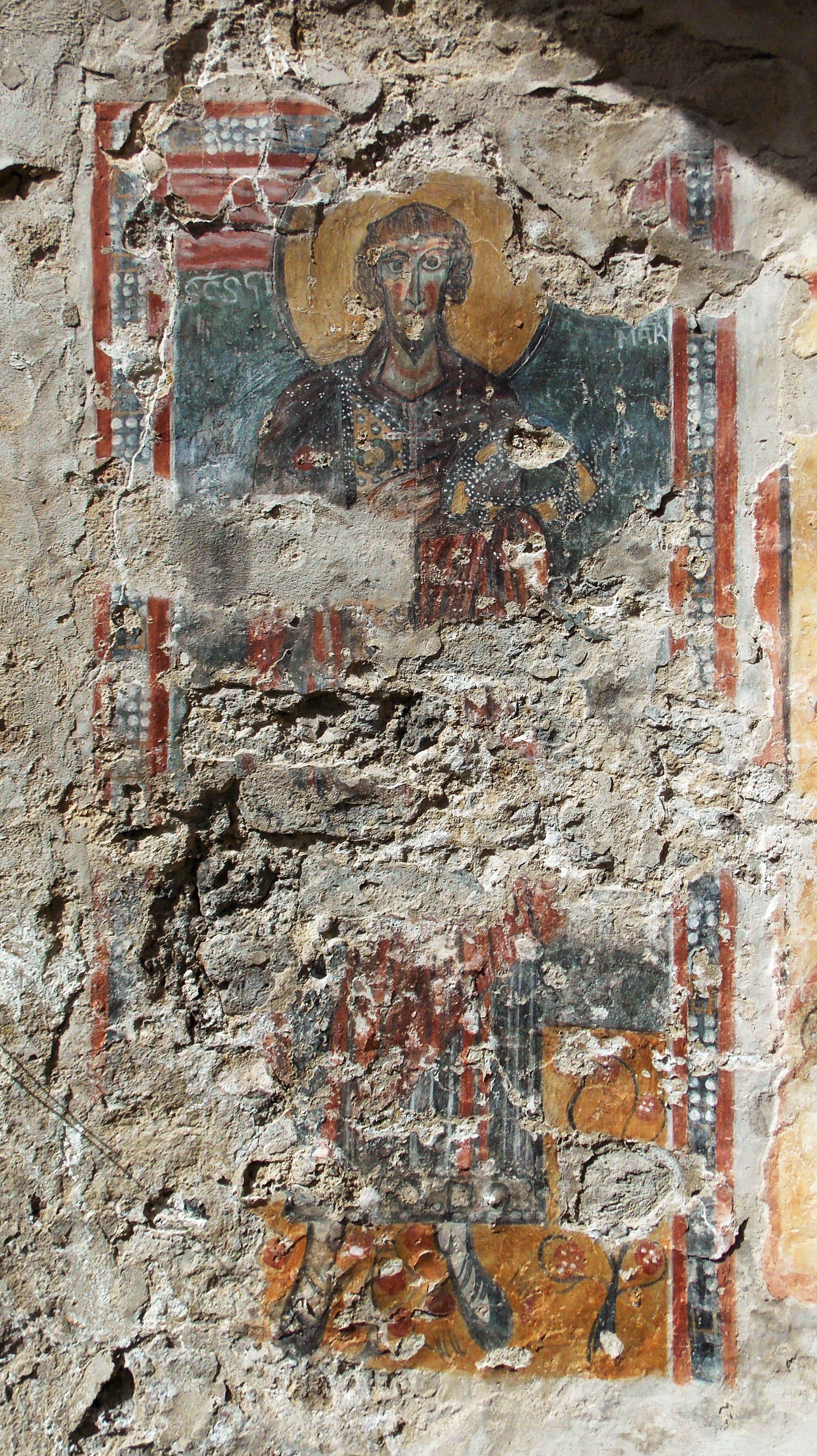
Affresco del X-XII secolo nell'oratorio di San Giorgio

- Chiese erette fra il VI il XII secolo entro il territorio comunale di Faicchio e tutte annesse nel 1446 alla collegiata di Santa Maria Assunta. Ciascuna era il punto di riferimento di un piccolo villaggio rurale, in un periodo precedente alla concentrazione della popolazione nell'attuale centro urbano. Oggi sono quasi tutte in rovina, ma sono interessanti i loro affreschi (a San Giorgio, San Lorenzo e qualche brano a San Pietro) e le loro strutture architettoniche, tutte ad una navata terminante in abside.[21]
  - Oratorio di San Giorgio
  - Chiesa di San Pietro
  - Chiesa di Sant'Andrea
  - Chiesa di San Lorenzo
  - Chiesa di San Martino
- Chiesa Ave Gratia Plena, sita nella frazione Casali di Faicchio, venne edificata nel 1737 ma fu oggetto di diversi ampliamenti nel corso degli anni. Di notevole interesse è la grossa tela che sovrasta la navata della chiesa, estesa circa 275 m². Venne dipinta dal pittore Cosenza e, per realizzarla, fu necessario il lavoro di tessitura di tutte le donne della frazione.[22]
- Chiesa di San Nicola di Bari. È la chiesa parrocchiale della frazione Massa. Rifatta nel XVIII secolo ed ampliata nel 1820, possiede due navate ed una pregevole effigie raffigurante il Santo di Bari.
- Chiesa di San Rocco. Si trova in piazza Roma, di fronte al castello ducale. All'interno vi si trova la statua di San Rocco, portata in processione il 16 agosto di ogni anno.

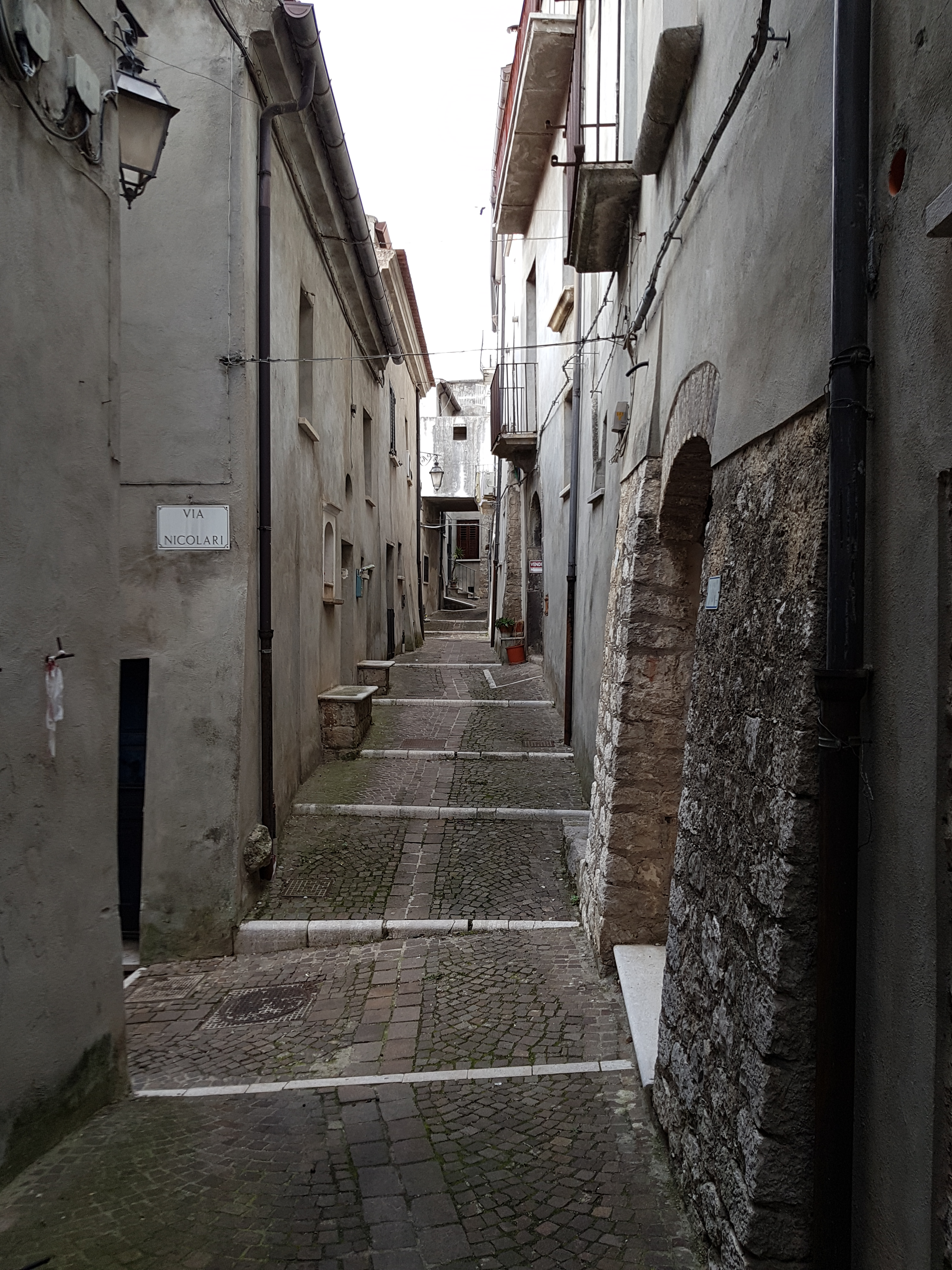
Un vicolo caratteristico del centro storico medievale di Faicchio.

### Architetture civili
- Centro Storico. Il centro storico medievale di Faicchio si sviluppa intorno al castello ducale. Il borgo è composto da strade e vicoli di larghezza variabile, da numerose abitazioni umili dell’epoca e da palazzi nobiliari. Nel centro storico si trovano anche le due piazze del paese:
- Piazza Roma, posta al centro del nucleo abitato ai piedi del castello, su di essa si affacciano la chiesetta di San Rocco, il palazzo del vecchio municipio e il palazzo “Del Giudice”
- Piazza Luigi Palmieri, ubicata nella parte superiore del borgo, ospita il monumento ai Caduti, un busto raffigurante Luigi Palmieri e il palazzo “Pascale”
- In via Collegiata, strada che prende il nome dalla chiesa collegiata di Santa Maria Assunta, si trovano i due palazzi nobiliari: “Luponio - Pascale” e “De Nigris”, sempre da via Collegiata, un breve vicoletto conduce a via Surripe, dal quale si può ammirare il torrente Titerno che scorre nella gola tra il Monte Acero e Monte Monaco di Gioia.
- Da via D.A. Palmieri parte l'itinerario della Via Crucis: si tratta di una stradina lastricata che ai lati ha delle piccole cappelle raffiguranti le 14 stazioni della Via Crucis, la strada termina al convento di San Pasquale.
- In via De Martino, strada che porta il cognome dei tre fratelli Angelo, Pietro e Nicolò De Martino, si trova l’omonimo palazzo storico costruito dai discendenti di questi ultimi (i tre fratelli nacquero presso "Casa Pedone", un palazzo nobiliare che sorge accanto la chiesa di Santa Lucia)
- Via Fabio Massimo è un'importante strada del centro storico, nel 2010 è stata soggetta ad un intervento di riqualificazione con la costruzione del "Belvedere": una pensilina che costeggia la strada, dalla quale si gode il panorama sulla valle del Titerno.
- Da piazza Palmieri parte invece via Sette Dolori, un'altra strada caratteristica del borgo interamente lastricata con una muratura in pietra che costeggia tutto un lato del vicolo. La strada porta il nome della veneranda congrega dei Sette Dolori, una Pia Unione con intenti puramente religiosi e morali sorta a Faicchio nei primi anni del 1700 e che sempre in quegli anni eresse la Chiesa di Santa Lucia proprio su questa strada. Su via sette Dolori e a sinistra della Fontana del Popolo (nei pressi della chiesa di San Giovanni) sono presenti alcune bocche (aperture) dell'acquedotto ipogeo, che nel suo percorso sotterraneo, attraversa parte del centro storico.

### Architetture militari

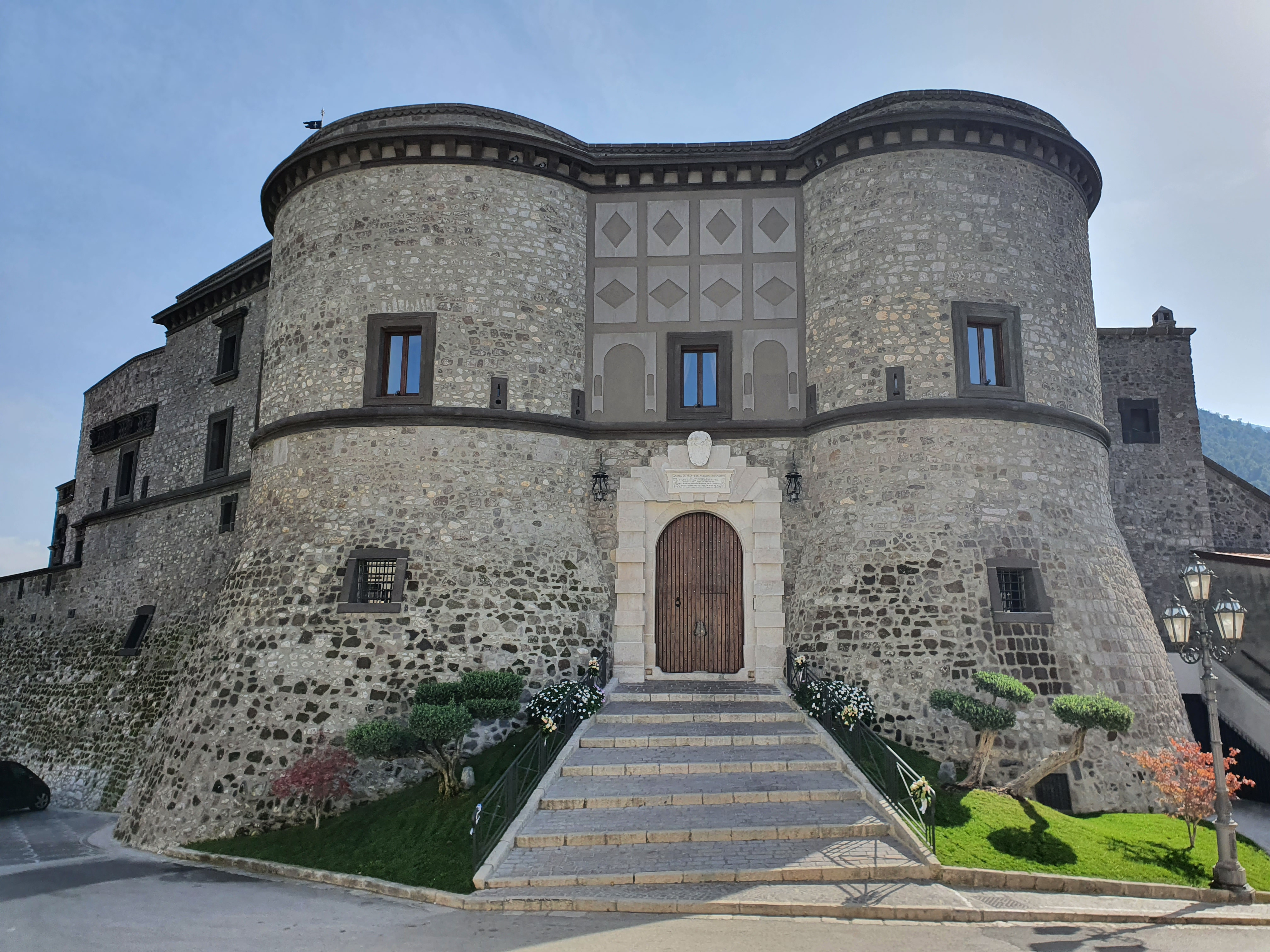
Prospetto principale del Castello di Faicchio.

- Castello di Faicchio. Venne costruito nel XII secolo per volere dei conti Sanframondo in una posizione strategica fra monte Acero e monte Monaco di Gioia, in una posizione elevata rispetto al corso del fiume Titerno. Tra il XV e il XVI secolo i Monsorio sottoposero l'edificio a un'importante ristrutturazione che gli conferì l'attuale aspetto. I Monsorio restaurarono l'edificio prendendo spunto da Castel Nuovo a Napoli come si evince dalla planimetria, dal prospetto principale e dall'impostazione del cortile interno. Il castello è a pianta trapezoidale con agli angoli tre delle quattro torri cilindriche originarie, una delle quali (quella che guardava verso la Collegiata di Santa Maria Assunta) è crollata nei secoli scorsi probabilmente a causa di uno dei tanti terremoti che si sono avvertiti nella zona.
- Torre Vecchia di Marafi, bastione eretto in età normanna a difesa del castrum di Marafi, che dovette esistere fino al XV secolo.

### Siti archeologici

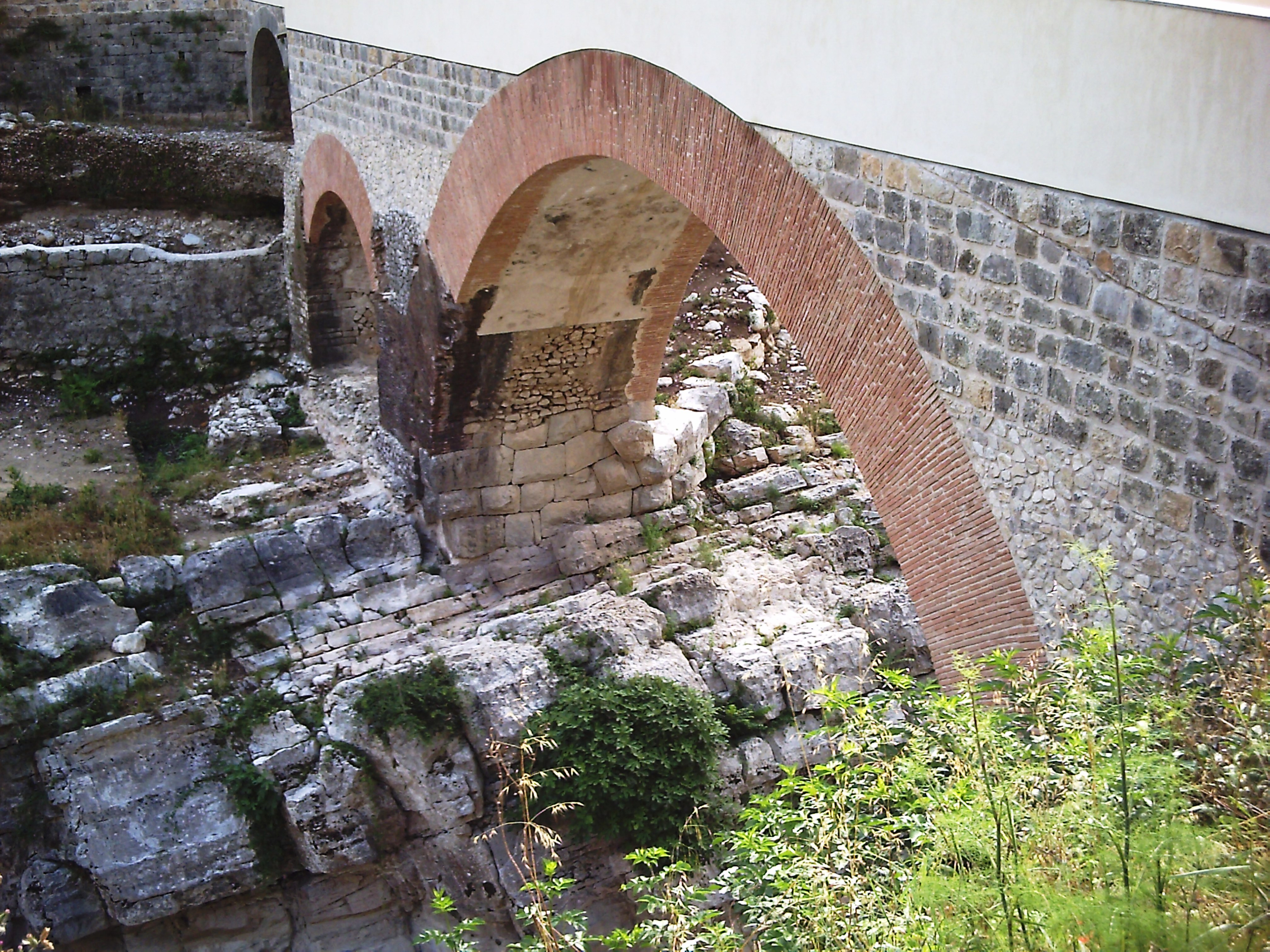
Particolare del ponte Fabio Massimo.

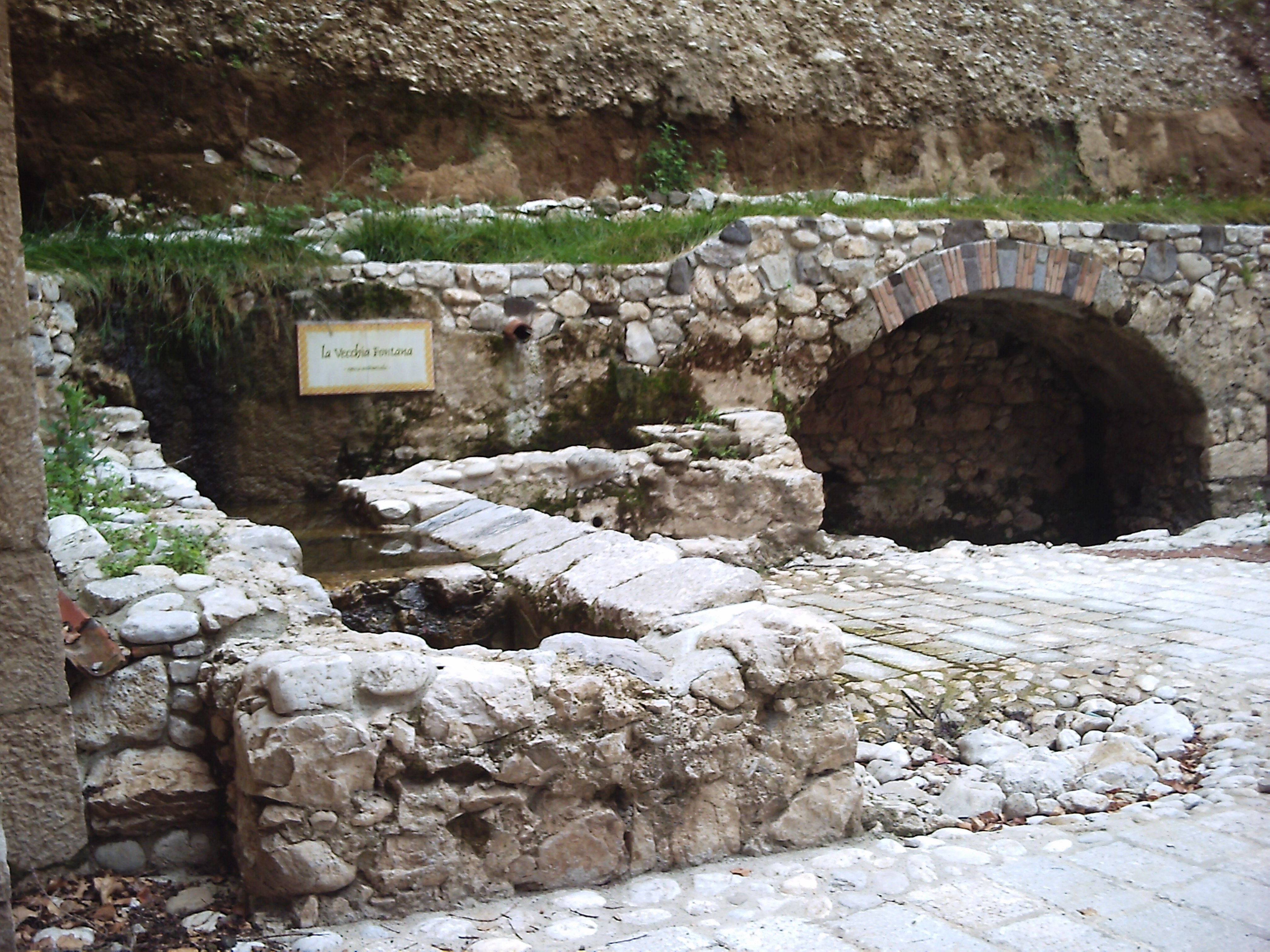
La fontana alimentata dall'Acquedotto

- Mura megalitiche di monte Acero. La vetta di monte Acero è cinta da circa tre chilometri di mura megalitiche di età osco sannita (VI secolo a.C.) che costituivano la cosiddetta "Arce di Monte Acero", una fortezza usata dai sanniti per le sue importanti funzioni di avvistamento. Le mura sono costituite da grossi massi di pietra squadrati e disposti a secco. La parte meglio conservata è quella lontano dai sentieri e che corre verso la parte meridionale della montagna.
- Ponte Fabio Massimo. Il ponte è stato in gran parte edificato nel periodo repubblicano romano. La tradizione vuole che vi sia passato il dittatore romano Quinto Fabio Massimo per arrestare l'avanzata di Annibale durante la seconda guerra punica. Recentemente, durante l'amministrazione Borrelli, è stato oggetto di un discusso intervento di restauro.
- Acquedotto Romano Ipogeo. In località Fontanavecchia, nei pressi della Chiesa S. Maria di Costantinopoli vi è l'ingresso di un acquedotto di età romana, risalente al III secolo a.C., scavato alle falde del monte Monaco e che attraversa in parte anche il centro storico di Faicchio. Si tratta di una stretta galleria scavata nella roccia che non eccede l'altezza di 2 m e la larghezza di 0.8 m. Non si conosce ancora con precisione il termine della galleria, in quanto il tracciato è sbarrato nei pressi della chiesa di San Giovanni. Sempre nei pressi della Chiesa S. Maria di Costantinopoli, nel 2008 è stata riportata alla luce un'antica fontana di epoca medievale, con abbeveratoi, alimentata dal suddetto acquedotto.
- Criptoportici. In via Odi sono siti due criptoportici, corridoi sotterranei che a un'estremità si uniscono formando una curva. Hanno una lunghezza di circa ottanta metri e una larghezza e altezza di circa due metri.[23]

### Aree naturali
- Monte Monaco di Gioia. Il Monte Monaco di Gioia (1.332 m s.l.m.) è una propaggine del massiccio del Matese, ha una vegetazione ricca di faggeti, castagneti e uliveti (questi ultimi fino a quote intorno ai 400 metri). A 500 m s.l.m si trova la grotta di San Michele; sono presenti anche altre piccole grotte e cavità che durante la seconda guerra mondiale vennero usate come rifugio dalla popolazione di Faicchio. L'intera montagna ricade anche nei comuni di San Lorenzello e Gioia Sannitica e rientra nel Parco nazionale del Matese.
- Monte Acero. Il Monte Acero è un rilievo isolato condiviso col comune di San Salvatore Telesino. La cima vicina al centro storico di Faicchio è chiamata "La Rocca", è la più bassa, infatti ha un'altitudine di poco superiore ai 400 m s.l.m.; mentre sulla vetta (736 m s.l.m.) è posto il monumento a Gesù Redentore, la vetta è inoltre cinta dalle mure Megalitiche di origine sannita.
- Parco Arenella. Parco naturalistico attrezzato; si trova immerso in una vasta area boschiva tra le contrade Casali e Macchia.

### Altro
- Epitaffio a Ferdinando II delle Due Sicilie. Monumento sito nella frazione "Massa" del comune di Faicchio, eretto nel 1852 per ricordare la visita del Sovrano in queste zone.

## Società

### Evoluzione demografica
Abitanti censiti

### Religione
Faicchio è un paese a maggioranza cattolica, ma con numerosi atei e agnostici. Vi sono inoltre piccole minoranze di musulmani sunniti e di cristiani ortodossi.

## Cultura

### Scuole
Nel comune sono presenti 3 scuole dell'infanzia, 2 scuole primarie e una scuola secondaria di primo grado. Per quanto riguarda l'istruzione superiore, il comune è sede dell'Istituto Tecnico per il Turismo intitolato a Umberto Fragola, e dell'istituto professionale Odontotecnico; entrambi fanno parte dell'Istituto d'Istruzione Superiore "Faicchio-Castelvenere".

## Geografia antropica
Una caratteristica storica del comune di Faicchio è che la sua popolazione non abita prevalentemente nel centro storico ma, invece, in più contrade sparse nel territorio comunale.
Infatti in un documento del 1748 conservato nell'archivio diocesano di Cerreto Sannita si legge che il paese «con quindici casali [...] è una terra divisa, parte in Casali, e parte unita [...] e i detti Casali sono lontani dalla Terra (centro storico) da un miglio, ed i medesimi Casali sono distanti fra di loro, o un quarto, o un mezzo miglio, o anche più [...] ».

### Urbanistica
Il centro storico, sviluppatosi intorno al castello, è costituito da una parte più antica con le tipiche strade strette e tortuose, e da una parte relativamente più recente sviluppatasi alle due estremità della cittadina a partire dal XVIII secolo. Nella seconda metà del XX secolo la cittadina si è ampliata nella parte occidentale, sulle attuali strade: via Regina Elena, Corso Umberto I, via Madre Serafina, via Delcogliano, via Odi e la strada provinciale Telese-Piedimonte, dove si sono spostate anche la maggior parte delle attività commerciali e i servizi pubblici, prima presenti nel centro storico.

### Frazioni, contrade e località
Lo statuto comunale concede lo status di frazione unicamente all'abitato di Massa, ma riconosce anche le seguenti contrade e località esterne al centro urbano: Amati, Annunziata, Arenella, Caldaie, Camponi, Camputari, Ceci, Cese dei Ceci, Colle, Coppoli, Cortesano, Ferrucci, Fontanavecchia, Macchia, Manganello, Marafi, Massari, Porti, Russi, Savigli, Starza, Visanti.

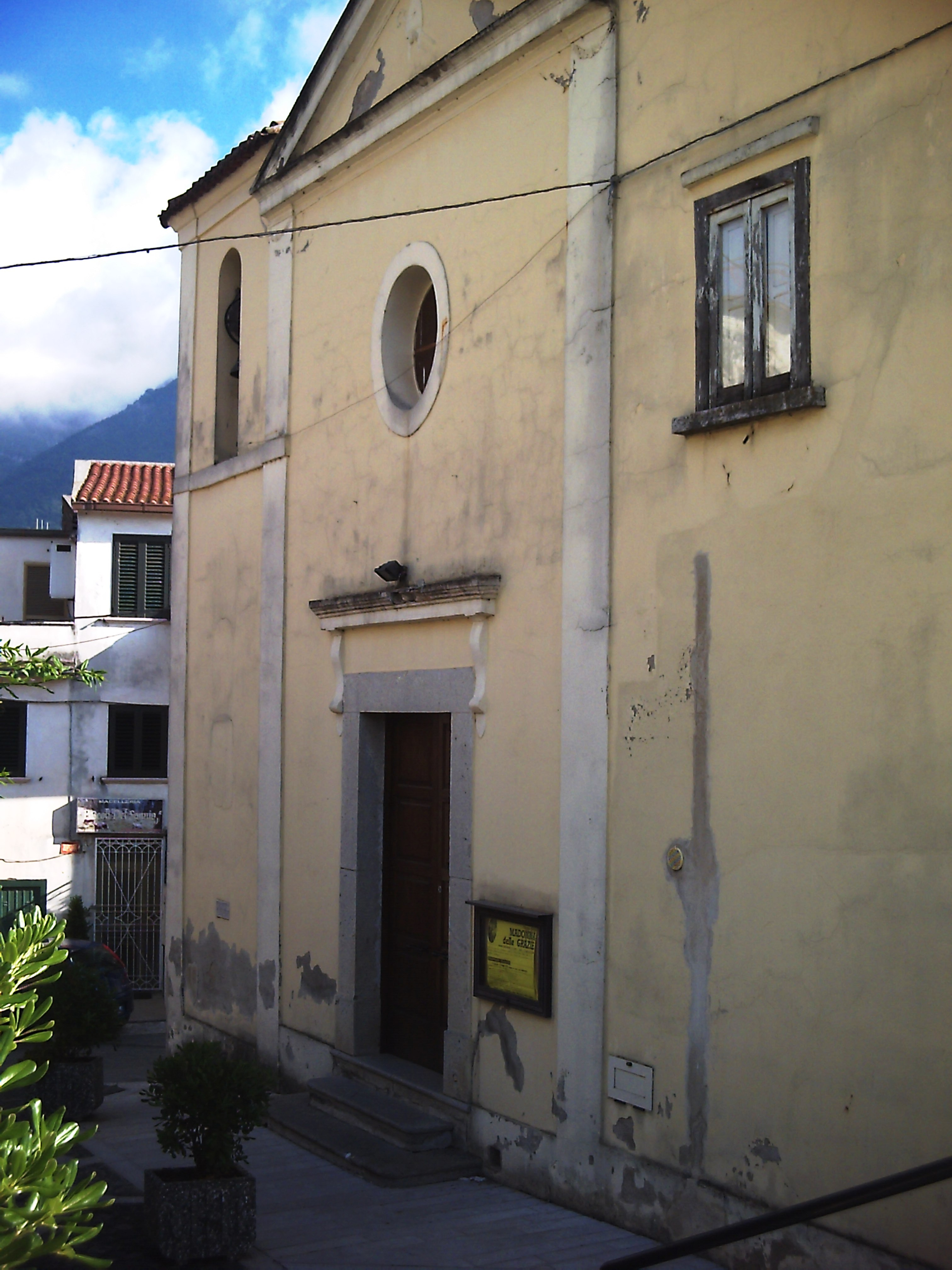
La chiesa di San Nicola nella frazione Massa.

Massa
La frazione Massa ha avuto un'evoluzione storica diversa rispetto a quella di Faicchio. La prima notizia scritta di Massa risale al 1244. Nel medioevo era chiamata "Massa Inferiore" per contraddistinguerla da "Massa Superiore" ossia il borgo nato attorno alla Rocca di San Salvatore Telesino. Il centro storico della frazione si sviluppa intorno alla chiesa di San Nicola fino alla fonte Osca. Negli ultimi anni si è realizzata anche un'area PIP in via Iacovelli che permesso lo sviluppo di piccole e medie attività imprenditoriali. Massa ha anche dei nuclei abitanti distanti dal centro della frazione (Pozzarachella, Sant'Antonio, Epitaffio e Sciardi) e una vasta zona agricola quasi tutta coltivata a vitigni. La frazione, sita a 172,23 metri sul livello del mare, conta circa 496 abitanti.
Marafi
Si tratta di una contrada agricola pianeggiante, prossima allo sbocco del Titerno nel Volturno. Già abitata in età romana ed altomedievale, nel XII secolo vi sorse un castrum, che sfruttava la favorevole posizione vicino ad un attracco per piccole imbarcazioni e alla via Latina. Di tale centro rimangono il bastione (la cosiddetta Torre Vecchia) e la chiesa ex parrocchiale dedicata a Sant'Andrea. In zona era anche la grangia di Santo Spirito, dipendenza dell'abbazia di Santa Maria della Ferraria.
Fontanavecchia
La contrada Fontanavecchia si trova nella parte orientale del comune, ha un caratteristico centro storico con abitazioni in pietra e una vasta zona agricola che si estende alle pendici del monte Erbano. Nella contrada, nei pressi della chiesa di Santa Maria di Costantinopoli si trovano i resti di un'antica fontana di epoca medievale e l'ingresso dell'acquedotto ipogeo di epoca romana, risalente al III secolo a.C. che arriva fino al centro urbano di Faicchio.
Casali
Casali è il nome con cui vengono indicate collettivamente le seguenti località abitate: Amati, Arenella, Annunziata, Camputari, Camponi, Visanti, Massari, Perroni, Porti, Russi, Starza, Savigli. Nel borgo storico di Porti ogni anno, durante le festività natalizie, si svolge il tradizionale "Presepe Vivente Faicchio". In località Amati si trova la casa natale del fisico e vulcanologo Luigi Palmieri.

## Infrastrutture e trasporti

### Strade
Il comune di Faicchio ha uno svincolo sulla Strada statale 372 Telesina in località Marafi.
Il territorio comunale è attraversato da quattro strade provinciali: la S.P. 83 che collega Telese Terme con Gioia Sannitica; la S.P. 77 che collega Faicchio con San Lorenzello; la S.P. 78 che collega San Salvatore a San Lorenzello; la S.P. 84 che termina ai confini con il comune di Gioia Sannitica.

### Mobilità su gomma
I servizi di trasporto su gomma vengono erogati da:
Autolinee Ferrazza per Cerreto, Telese e Piedimonte Matese; Autolinee Saquella, per Benevento (una sola corsa giornaliera); Autoservizi irpini per Napoli (una sola corsa giornaliera).

## Amministrazione

### Sindaci
Il 26 maggio 2014 viene eletto sindaco Nino Lombardi, riconfermato anche il 26 maggio 2019
In precedenza sono sindaci di Faicchio:
| Periodo | Periodo   | Primo cittadino   | Partito      | Carica  | Note |
| ------- | --------- | ----------------- | ------------ | ------- | ---- |
| 2014    | in carica | Nino Lombardi     | lista civica | Sindaco |      |
| 2004    | 2014      | Mario Borrelli    | lista civica | Sindaco |      |
| 1995    | 2004      | Vincenzo Petrucci | lista civica | Sindaco |      |
| 1993    | 1995      | Amedeo Ginepri    | lista civica | Sindaco |      |
| 1971    | 1993      | Mario Borrelli    | lista civica | Sindaco |      |

### Gemellaggi
- Imer, dal 2011

### Altre informazioni amministrative
Il comune fa parte della Comunità montana Titerno e Alto Tammaro, dell'Unione dei Comuni "Città dei Sanniti" e dell'Associazione Nazionale "Città del Vino".
Una parte del territorio comunale ricade nel Parco nazionale del Matese.

## Sport

### Società sportive
- A.s.d Polisportiva Faicchio, squadra di calcio militante nella seconda categoria Campania
- A.s.d Volley Faicchio

### Impianti sportivi
- Campo Sportivo "Santa Maria di Chiazzano"
- Palestra Comunale
- Centro Sportivo località Selva (in fase di realizzazione)